# Philippe Chevallier
Philippe Chevallier (11 de janeiro de 1956) é um ator e comediante francês.